# Trekboer
Trekboeren waren blanke Zuid-Afrikaanse Boeren, die eind 17e eeuw wegtrokken uit de omgeving van Kaapstad naar het oostelijk deel van de kaap om zo onder het bewind van de Vereenigde Oostindische Compagnie (VOC) uit te komen.
Toen in 1652 de eerste blanke bewoners zich bij de Kaap de Goede Hoop vestigden was het primaire doel een verversingspost op te zetten voor de VOC. De Kaapkolonie breidde zich langzaam uit, waarbij plaatsen als Stellenbosch en Franschhoek ontstonden. De VOC hield echter een sterke controle over het gebied, waardoor de vrijheid van de boeren werd ingeperkt.

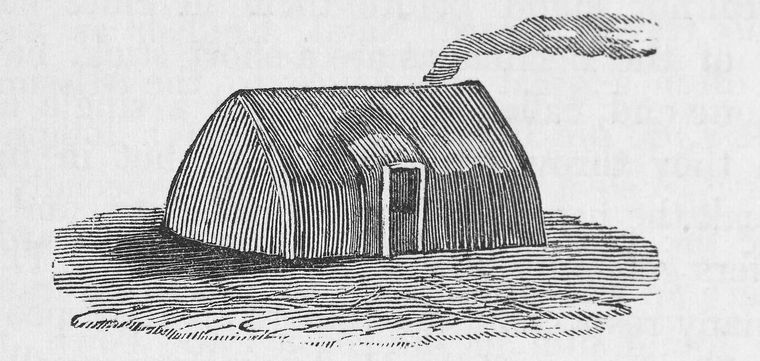
hartebeesthut

Eind 17e eeuw trokken steeds meer boeren oostwaarts om zo onder de invloed van de VOC uit te komen. Deze trekboeren kenmerken zich door hun trekkende bestaan. Elke paar jaar verplaatsten zij zich op zoek naar betere grond. Zij woonden in een hartebeesthut, een hut van hout en klei.
Eind 18e eeuw bewoonden deze trekboeren het gebied van de huidige Oost-Kaap provincie waar ze aan de Visrivier tegen de oprukkende Xhosa-invasie opbotsten. Toen begin 19e eeuw de boeren steeds meer onder druk kwamen te staan van de Britten, besloten veel Boeren naar het noorden en oosten te trekken. Deze boeren noemden zich Voortrekkers en tussen 1830 en 1850 vond de Grote Trek plaats.